# Allium calyptratum
Allium calyptratum — вид трав'янистих рослин родини амарилісові (Amaryllidaceae), поширений у північній Сирії та південній Туреччині.

## Поширення
Поширений у північній Сирії та південній Туреччині; поширення у Лівані та Ізраїлі є непевним.
Зростає у гірських районах під пологом Pinus.

## Загрози
Немає інформації про загрози для цього виду, проте, як гірський вид, він може бути вразливим до випасу домашньої худоби, що є загальною загрозою в гірських районах цього регіону.